# Ari Ičihaši
Ari Ičihaši (japonsko 市橋 有里), japonska atletinja, * 22. november 1977, Naruto, Japonska.
Nastopila je na poletnih olimpijskih igrah leta 2000, ko je osvojila petnajsto mesto v maratonu. Na svetovnih prvenstvih je osvojila srebrno medaljo v isti disciplini leta 1999.